# Olympic Sports Centre Gymnasium
L'Olympic Sports Centre Gymnasium (in cinese: 奥体中心体育馆) è un'arena coperta accanto al'Olympic Sports Centre Stadium presso la parte meridionale di Pechino, Cina.
Viene costruita alla fine degli anni '80 per essere utilizzata durante i Giochi Asiatici del 1990.
È stata ristrutturata per ospitare le olimpiadi estive 2008, in cui sono stati giocati i tornei di pallamano fino ai quarti di finale, al termine del quale si è spostato a Pechino al National Indoor Stadium.
Ha una capienza di 7.000 persone ampliato da 6.000 posti e la superficie originale è di 47.410 metri².
Oggi è utilizzato per gli allenamenti delle squadre cinesi.